# Carburton
Carburton – wieś w Anglii, w hrabstwie Nottinghamshire, w dystrykcie Bassetlaw. Leży 34 km na północ od miasta Nottingham i 205 km na północ od Londynu.